# NGC 6347
NGC 6347 este o galaxie situată în constelația Hercule. A fost descoperită în 1866 de către Édouard Stephan⁠(d).